# Parterre (Firenze)
Il Parterre è una struttura polifunzionale di Firenze, situata tra piazza della Libertà, via Madonna della Tosse, largo Zoli, via Mafalda di Savoia e via del Ponte Rosso.

## Storia
La zona ha una lunga storia: come suggerisce il nome si trattava di un giardino "alla francese" voluto nel Settecento dal Granduca Pietro Leopoldo.
L'architetto Giuseppe Poggi quando ristrutturò la piazza nell'ambito del progetto dei viali di Circonvallazione non lo toccò, ma nel 1937 l'architetto Sirio Pastorini vi eresse il Palazzo delle Esposizioni, che fu il principale centro fieristico fino alla creazione del Padiglione Spadolini nella Fortezza da Basso. Un "rondò" era stato progettato da Sirio Pastorini.
Di questa struttura oggi resta solo una parte, perché fu demolito il padiglione che negli anni cinquanta era stato annesso al Rondò del Pastorini che occupava tutta l'area e versava in pessime condizioni. In occasione dei Mondiali di calcio Italia '90 su progetto dell'architetto Paolo Antonio Martini venne costruito un grande parcheggio sotterraneo, un giardino pensile con emergenze, fossati, passerelle metalliche e porticati e fu restaurato il Rondò che divenne un centro polivalente per iniziative culturali come concerti, proiezioni cinematografiche e presentazioni di libri. La zona più interessante è la grande arena all'aperto, circondata da edifici un tempo usati per attività commerciali o culturali, poi via via abbandonate.
Oggi ospita alcuni uffici come l'Anagrafe, l'Ufficio Relazioni con il Pubblico, Centro per l'Impiego della Provincia di Firenze, Front Office Firenze Parcheggi S.p.a., Ufficio Permessi Ztl-Zcs di Servizi alla Strada S.p.a.
In inverno vi è installata una pista di pattinaggio su ghiaccio, che è andata a soppiantare quella organizzata ogni anno nelle feste natalizie in piazza Santa Croce.

## Descrizione

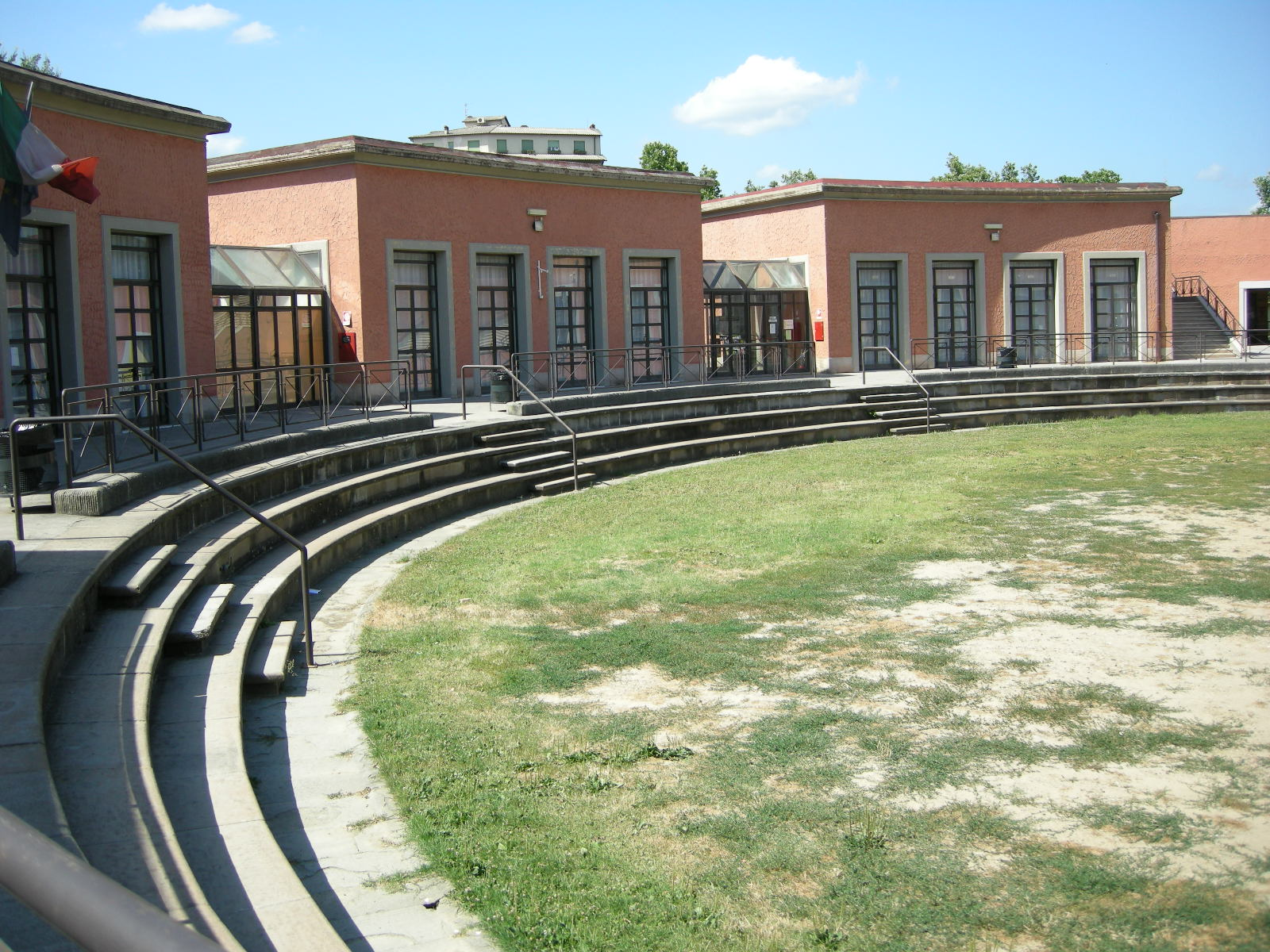
Un lato
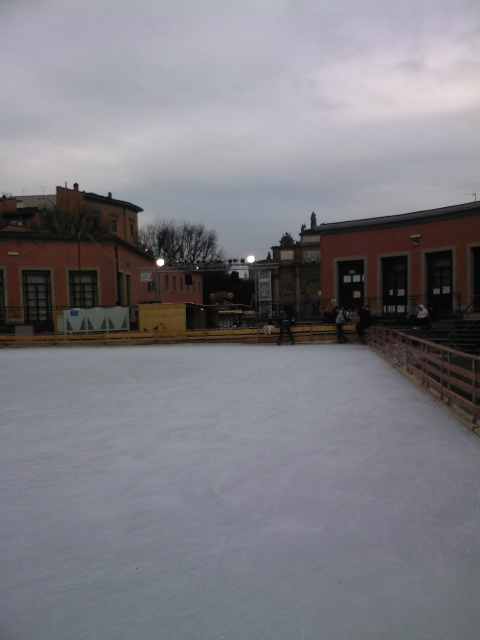
Pista di pattinaggio